# Roemenië op de Olympische Zomerspelen 1976
Roemenië nam deel aan de Olympische Zomerspelen 1976 in Montréal, Canada. Er werden 27 medailles gewonnen, het hoogste aantal tot op dat moment.

## Medailleoverzicht
| Sport     | Olympiër | Onderdeel                 | Medaille |
| --------- | --- | ------------------------- | -------- |
| Kanovaren | Vasile Dîba | K-1 500m (m)              | Goud     |
| Turnen    | Nadia Comăneci | brug (v)                  |          |
| Turnen    | Nadia Comăneci | balk (v)                  |          |
| Turnen    | Nadia Comăneci | individuele meerkamp (v)  |          |
| Boksen    | Simion Cutov | -60kg (m)                 | Zilver   |
| Boksen    | Mircea Simon | -91kg (m)                 |          |
| Handbal   | Constantin Tudosie Radu Voina Nicolae Munteanu Cornel Penu Werner Stöckl Roland Gunesch Gavril Kicsid Ghina Licu Alexandru Fölker Cristian Gatu Mircea Grabovschi Stefan Birtalan Adrian Cosma Cezar Draganina | mannen                    |          |
| Kanovaren | Gheorghe Danilov Gheorghe Simionov | C-2 1000m (m)             |          |
| Turnen    | Teodora Ungureanu | brug (v)                  |          |
| Turnen    | Teodora Ungureanu Anca Grigoras Gabriela Trusca Nadia Comăneci Mariana Constantin Georgeta Gabor | meerkamp team (v)         |          |
| Worstelen | Gheorghe Berceanu | -48kg Grieks-Romeins (m)  |          |
| Worstelen | Nicu Ginga | -52kg Grieks-Romeins (m)  |          |
| Worstelen | Stefan Rusu | -68kg Grieks-Romeins (m)  |          |
| Atletiek  | Gheorghe Megelea | speerwerpen (m)           | Brons    |
| Boksen    | Victor Zilberman | -67kg (m)                 |          |
| Boksen    | Alec Nastac | -75kg (m)                 |          |
| Boksen    | Kostica Dafinoiu | -81kg (m)                 |          |
| Kanovaren | Vasile Dîba | K-1 1000m (m)             |          |
| Kanovaren | Policarp Malihin Larion Serghei | K-2 500m (m)              |          |
| Roeien    | Ioana Tudoran Felicia Afrasiloaia Elena Giurca Maria Micsa | dubbel-vier (v)           |          |
| Schermen  | Alexandru Nilca Ion Pop Dan Irimiciuc Corneliu Marin Marin Mustata | sabel team (m)            |          |
| Turnen    | Danut Grecu | ringen (m)                |          |
| Turnen    | Nadia Comăneci | vloer (v)                 |          |
| Turnen    | Teodora Ungureanu | balk (v)                  |          |
| Worstelen | Stelica Morcov | -90kg vrije stijl (m)     |          |
| Worstelen | Ladislau Simon | +100kg vrije stijl (m)    |          |
| Worstelen | Roman Codreanu | +100kg Grieks-Romeins (m) |          |

## Deelnemers en resultaten

### Atletiek
| Olympiër          | Discipline             | Resultaat | Prestatie                                                                      |
| ----------------- | ---------------------- | --------- | ------------------------------------------------------------------------------ |
| Gheorghe Ghipu    | 1500m (m)              | 20e       | serie 2: 6de in 3.39,20                                                        |
| Ilie Floroiu      | 5000m (m)              | 21e       | serie 1: 7de in 13.37,09                                                       |
| Ilie Floroiu      | 10000m (m)             | 5e        | serie 2: 4de in 28.23,40 finale: 5de in 27.59,93                               |
| Gheorghe Cefan    | 3000m steeplechase (m) | 23e       | serie 2: 12de in 8.57,22                                                       |
| Ilie Floroiu      | marathon (m)           | DNS       | niet gestart                                                                   |
| Carol Corbu       | hink-stap-springen (m) | 8e        | kwalificatie groep B: 4de met 16,30m finale: 8ste met 16,43m                   |
| Iosif Naghi       | discuswerpen (m)       | 22e       | kwalificatie groep B: 8ste met 57,28m                                          |
| Gheorghe Megelea  | speerwerpen (m)        | Brons     | kwalificatie groep A: 8ste met 80,26m finale: 3de met 87,16m                   |
|                   |                        |           |                                                                                |
| Ileana Silai      | 800m (v)               | 13e       | serie 4: 3de in 2.02,82 halve finale 1: 6de in 2.02,22                         |
| Mariana Suman     | 800m (v)               | 8e        | serie 3: 4de in 2.00,00 halve finale 2: 4de in 2.00,01 finale: 8ste in 2.02,21 |
| Natalia Mărășescu | 1500m (v)              | 15e       | serie 4: 3de in 4.08,31 halve finale 2: 7de in 4.07,92                         |
| Maricica Puică    | 1500m (v)              | 22e       | serie 1: 5de in 4.12,62                                                        |
| Ileana Silai      | 1500m (v)              | 26e       | serie 3: 6de in 4.13,61                                                        |
| Valeria Bufanu    | 100m horden (v)        | 7e        | serie 4: 4de in 13,60 halve finale 2: 4de in 13,59 finale: 7de in 13,35        |
| Doina Spînu       | verspringen (v)        | 20e       | kwalificatie groep A: 11de met 6,06m                                           |
| Elena Vintilă     | verspringen (v)        | 8e        | kwalificatie groep A: 5de met 6,28m finale: 8ste met 6,38m                     |
| Cornelia Popa     | hoogspringen (v)       | 8e        | kwalificatie groep A: 10de met 1,80m finale: 8ste met 1,87m                    |
| Argentina Menis   | discuswerpen (v)       | 6e        | kwalificatie: 7de met 59,56m finale: 6de met 65,38m                            |
| Argentina Menis   | speerwerpen (v)        | 11e       | kwalificatie: 12de met 55,34m finale: 11de met 55,60m                          |

### Boksen
| Olympiër           | Discipline  | Resultaat | Prestatie |
| ------------------ | ----------- | --------- | --- |
| Remus Cosma        | -48kg (m)   | 17e       | 1ste ronde: V van THA Poontarat: 1-4 |
| Constantin Gruescu | -51kg (m)   | 9e        | 1ste ronde: vrij 2de ronde: W van KEN Maina: walk-over 3de ronde: V van USA Randolph: 1-4 |
| Constantin Gruescu | -54kg (m)   | 15e       | 1ste ronde: vrij 2de ronde: V van PRK Gu: 1-4 |
| Gheorghe Ciochină  | -57kg (m)   | 5e        | 1ste ronde: vrij 2de ronde: W van KEN Ouma: walk-over 3de ronde: W van FRG Weller: 4-1 kwartfinale: V van GDR Nowakowski: scheidsrechterlijke beslissing                                                               |
| Simion Cuțov       | -60kg (m)   | Zilver    | 1ste ronde: vrij 2de ronde: W van GBR Mittee: scheidsrechterlijke beslissing 3de ronde: W van VEN Calzadilla: 5-0 kwartfinale: W van SWE Lundby: 5-0 halve finale: W van URS Solomin: 5-0 finale: V van USA Davis: 0-5 |
| Calistrat Cuţov    | -63,5kg (m) | 5e        | 1ste ronde: vrij 2de ronde: W van FRA Ruiz: 5-0 3de ronde: W van INA Harahap: 5-0 kwartfinale: V van BUL Kolev: 0-5 |
| Victor Zilberman   | -67kg (m)   | Brons     | 1ste ronde: vrij 2de ronde: W van GHA Kotey: walk-over 3de ronde: W van GBR Jones: 5-0 kwartfinale: W van PUR Santos: 3-2 halve finale: V van GDR Bachfeld: 2-3                                                        |
| Vasile Didea       | -71kg (m)   | 5e        | 1ste ronde: W van CAN Prevost: gediskwalificeerd 2de ronde: W van BUL Stanchev: 5-0 kwartfinale: V van YUG Kačar: 0-5                                                                                                  |
| Alec Năstac        | -75kg (m)   | Brons     | 1ste ronde: vrij 2de ronde: W van AUS McElwaine: 3-2 kwartfinale: W van BRA Martins: 3-2 halve finale: V van USA Spinks: walk-over                                                                                     |
| Costica Dafinoiu   | -81kg (m)   | Brons     | 1ste ronde: vrij 2de ronde: W van GUY Nixon: walk-over kwartfinale: W van BER Burgess: 5-0 halve finale: V van CUB Soria                                                                                               |
| Mircea Şimon       | +81kg (m)   | Zilver    | 1ste ronde: vrij 2de ronde: W van JAM Berbick: 5-0 kwartfinale: W van BUL Suvandzhiev: 4-1 halve finale: W van BER Hill: 5-0 finale: V van CUB Stevenson                                                               |

### Gewichtheffen
| Olympiër           | Discipline | Resultaat | Prestatie                                                      |
| ------------------ | ---------- | --------- | -------------------------------------------------------------- |
| Dragomir Cioroslan | -75kg (m)  | DSQ       | trekken: 4de met 142,5kg stoten: 4de met 177,5kg totaal: 320kg |

### Handbal

#### Mannen
| Olympiër | Discipline | Resultaat | Prestatie |
| --- | ---------- | --------- | --- |
| Constantin Tudosie Radu Voina Nicolae Munteanu Cornel Penu Werner Stöckl Roland Gunesch Gavril Kicsid Ghina Licu Alexandru Fölker Cristian Gatu Mircea Grabovschi Stefan Birtalan Adrian Cosma Cezar Draganina | mannen     | Zilver    | groep B: 1ste W van Hongarije: 23-18 W van Verenigde Staten: 32-19 G van Tsjecho-Slowakije: 19-19 W van Polen: 17-15 finale: V van Sovjet-Unie: 15-19 |

| Groep B |                   |             |             |             |             |            |            |            |        |
| #       | Land              | Wedstrijden | Wedstrijden | Wedstrijden | Wedstrijden | Doelpunten | Doelpunten | Doelpunten | Punten |
| #       | Land              | G           | W           | G           | V           | V          | T          | Saldo      | Punten |
| 1       | Roemenië          | 4           | 3           | 1           | 0           | 91         | 71         | +20        | 7      |
| 2       | Polen             | 4           | 3           | 0           | 1           | 80         | 71         | +9         | 6      |
| 3       | Hongarije         | 4           | 2           | 0           | 2           | 92         | 82         | +10        | 4      |
| 4       | Tsjecho-Slowakije | 4           | 1           | 1           | 2           | 85         | 82         | +3         | 3      |
| 5       | Verenigde Staten  | 4           | 1           | 0           | 4           | 80         | 122        | -42        | 0      |

| Ronde      | Datum    | Plaats      | Land  | Score             | Land |
| ---------- | -------- | ----------- | ----- | ----------------- | ---- |
| Groepsfase |          |             |       |                   |      |
| 18 juli    | Montréal | Roemenië    | 23-18 | Hongarije         |      |
| 20 juli    | Montréal | Roemenië    | 32-19 | Verenigde Staten  |      |
| 22 juli    | Montréal | Roemenië    | 19-19 | Tsjecho-Slowakije |      |
| 24 juli    | Montréal | Roemenië    | 17-15 | Polen             |      |
| Finale     |          |             |       |                   |      |
| 28 juli    | Montréal | Sovjet-Unie | 19-15 | Roemenië          |      |

#### Vrouwen
| Olympiër | Discipline | Resultaat | Prestatie |
| --- | ---------- | --------- | --- |
| Iuliana Hobincu Elisabeta Ionescu Rozalia Șooș Simona Arghir Maria Lackovics Georgeta Lăcusta Doina Furcoi Niculina Sasu Cristina Petrovici Constantina Pițigoi Doina Cojocaru Magdalena Miklos Maria Bosi Viorica Ionică | vrouwen    | 4e        | groepsfase: 4de V van DDR: 12-18 V van Sovjet-Unie: 8-14 W van Japan: 21-20 W van Canada: 17-11 V van Hongarije: 15-20 |

| Groep |             |             |             |             |             |            |            |            |        |
| #     | Land        | Wedstrijden | Wedstrijden | Wedstrijden | Wedstrijden | Doelpunten | Doelpunten | Doelpunten | Punten |
| #     | Land        | G           | W           | G           | V           | V          | T          | Saldo      | Punten |
| 1     | Sovjet-Unie | 5           | 5           | 0           | 0           | 92         | 40         | +52        | 10     |
| 2     | DDR         | 5           | 3           | 1           | 1           | 89         | 47         | +42        | 7      |
| 3     | Hongarije   | 5           | 3           | 1           | 1           | 85         | 55         | +30        | 7      |
| 4     | Roemenië    | 5           | 2           | 0           | 3           | 73         | 83         | -10        | 4      |
| 5     | Japan       | 5           | 1           | 0           | 4           | 72         | 115        | -43        | 2      |
| 6     | Canada      | 5           | 0           | 0           | 5           | 35         | 106        | -71        | 0      |

| Ronde      | Datum    | Plaats      | Land  | Score    | Land |
| ---------- | -------- | ----------- | ----- | -------- | ---- |
| Groepsfase |          |             |       |          |      |
| 20 juli    | Montréal | DDR         | 18-12 | Roemenië |      |
| 22 juli    | Montréal | Sovjet-Unie | 14-8  | Roemenië |      |
| 24 juli    | Montréal | Roemenië    | 21-20 | Japan    |      |
| 26 juli    | Montréal | Roemenië    | 17-11 | Canada   |      |
| 28 juli    | Montréal | Hongarije   | 20-15 | Roemenië |      |

### Kanovaren
| Olympiër                                                         | Discipline    | Resultaat | Prestatie                                                                                                   |
| ---------------------------------------------------------------- | ------------- | --------- | --- |
| Ivan Patzaichin                                                  | C-1 500m (m)  | 7e        | serie 2: 7de in 2.15,35 herkansingen: 1ste in 2.03,01 halve finale 3: 2de in 2.09,34 finale: 7de in 2.01,40 |
| Ivan Patzaichin                                                  | C-1 1000m (m) | 5e        | serie 1: 1ste in 4.13,09 halve finale 1: 2de in 4.15,21 finale: 5de in 4.15,08                              |
| Gheorghe Danielov Gheorghe Simionov                              | C-2 500m (m)  | 4e        | serie 1: 2de in 1.57,27 halve finale 3: 1ste in 1.50,56 finale: 4de in 1.48,64                              |
| Gheorghe Danielov Gheorghe Simionov                              | C-2 1000m (m) | Zilver    | serie 2: 2de in 3.48,57 halve finale 3: 1ste in 3.55,12 finale: 2de in 3.54,28                              |
| Vasile Dîba                                                      | K-1 500m (m)  | Goud      | serie 3: 1ste in 1.54,14 halve finale 3: 1ste in 1.53,64 finale: 1ste in 1.46,41                            |
| Vasile Dîba                                                      | K-1 1000m (m) | Brons     | serie 2: 2de in 3.57,19 halve finale 1: 2de in 3.51,69 finale: 3de in 3.49,65                               |
| Larion Serghei Policarp Malîhin                                  | K-2 500m (m)  | Brons     | serie 3: 1ste in 1.43,49 halve finale 3: 3de in 1.40,38 finale: 3de in 1.37,43                              |
| Larion Serghei Policarp Malîhin                                  | K-2 1000m (m) | 7e        | serie 2: 7de in 3.39,75 herkansingen: 1ste in 3.32,86 halve finale 2: 3de in 3.27,96 finale: 7de in 3.34,27 |
| Nicușor Eșanu Vasilie Simiocenco Nicolae Simioncenco Mihai Zafiu | K-4 1000m (m) | 4e        | serie 3: 1ste in 3.06,88 halve finale 3: 2de in 3.15,60 finale: 4de in 3.11,35                              |
|                                                                  |               |           | |
| Maria Mihoreanu                                                  | K-1 500m (v)  | 5e        | serie 1: 4de in 2.15,00 herkansingen: 1ste in 2.06,60 halve finale 3: 2de in 2.05,72 finale: 5de in 2.05,40 |
| Nastasia Nichitov Agafia Orlov                                   | K-2 500m (v)  | 4e        | serie 1: 2de in 1.59,33 halve finale 3: 2de in 1.53,38 finale: 4de in 1.53,77                               |

### Roeien
| Olympiër | Discipline      | Resultaat | Prestatie |
| --- | --------------- | --------- | --- |
| Walter Lambertus | skiff (m)       | 11e       | serie 2: 4de in 7.42,65 herkansingen: 2de in 7.08,88 halve finale 1: 4de in 7.01,23 finale B: 5de in 8.11,13 |
| Ernest Gal Dumitru Grumezescu Nicolae Simion Ștefan Tudor                                                                                                 | vier-zonder (m) | 9e        | serie 1: 4de in 6.23,12 herkansingen: 3de in 6.09,55 halve finale 2: 4de in 6.07,71 finale B: 3de in 6.43,96 |
| |                 |           | |
| Marinela Maxim Marlena Predescu-Zagoni | twee-zonder (m) | 6e        | serie 2: 2de in 3.42,18 herkansingen: 2de in 3.53,93 finale: 6de in 4.15,44                                  |
| Ioana Tudoran Felicia Afrasiloaia Elena Giurca Maria Micsa                                                                                                | dubbel-vier (v) | Brons     | serie 1: 2de in 3.14,86 herkansingen: 1ste in 3.27,48 finale: 3de in 3.32,76                                 |
| Aurelia Marinescu Elena Oprea Florica Petcu-Dospinescu Filigonia Tol Aneta Matei                                                                          | vier-met (v)    | 4e        | serie 1: 2de in 3.26,42 herkansingen: 2de in 3.40,96 finale: 4de in 3.51,17                                  |
| Elena Avram Marioara Constantin Aurelia Marinescu Georgeta Militaru-Mașca Iuliana Munteanu Elena Oprea Florica Petcu-Dospinescu Filigonia Tol Aneta Matei | acht (v)        | 4e        | serie 1: 2de in 3.01,80 herkansingen: 2de in 3.14,25 finale: 6de in 3.44,79                                  |

### Schermen
| Olympiër                                                                 | Discipline      | Resultaat | Prestatie |
| ------------------------------------------------------------------------ | --------------- | --------- | --- |
| Nicolae Iorgu                                                            | degen (m)       | 13e       | 1ste ronde groep 9: 1ste V van NOR Normann: 4-5 W van SUI Giger: 5-3 W van IRI Dastgerdi: 5-2 W van PUR Hernández: 5-3 W van LUX Schiel: 5-1 2de ronde groep 3: 2de W van FRG Pusch: 5-3 W van NOR Koppang: 5-3 V van HUN Osztrics: 2-5 W van BEL Soumagne: 5-2 V van AUS Benko: 4-5 3de ronde groep 2: 1ste W van HUN Kulcsár: 5-1 W van FRG Pusch: 5-1 G van SWE Flodström: 5-5 W van SUI Suchanecki: 5-1 W van ITA Granieri: 5-2 4de ronde: V van SWE Flodström: 10-10 herkansingen: V van HUN Kulcsár: 8-10 |
| Anton Pongratz                                                           | degen (m)       | 33e       | 1ste ronde groep 5: 2de V van FRG Behr: 4-5 G van URS Abushakhmetov: 5-5 W van BRA Cramer: 5-4 W van HKG Kam: 5-1 2de ronde groep 5: 6de V van URS Lukomsky: 2-5 V van SWE Jacobson: 3-5 V van HUN Kulcsár: 4-5 V van ITA Pezza: 3-5 V van SUI Giger: 0-5 |
| Ioan Popa                                                                | degen (m)       | DNS       | niet gestart |
| Paul Szabo                                                               | degen (m)       | 19e       | 1ste ronde groep 12: 1ste W van PUR Peña: 5-1 W van TCH Jurka: 5-3 W van HUN Fenyvesi: 5-4 W van FRA Riboud: 5-1 W van HKG Matthew: 5-0 2de ronde groep 1: 2de V van HUN Fenyvesi: 2-5 W van NOR Mørch: 5-2 W van URS Bykov: 5-3 W van AUT Müller: 5-4 W van IRI Assatourian: 5-2 3de ronde groep 3: 6de V van ITA Pezza: 4-5 W van GBR Johnson: 5-2 V van SWE Jacobson: 2-5 V van POL Janikowski: 4-5 V van URS Lukomsky: 3-5 |
| Ioan Popa Anton Pongratz Nicolae Iorgu Paul Szabo                        | degen team (m)  | 6e        | 1ste ronde groep 5: 2de V van Sovjet-Unie: 4-9 W van Verenigde Staten: 10-5 W van Thailand: 14-2 2de ronde: vrij kwartfinale: V van Zwitserland: 2-9 5-8ste plek: W van Italië: 8-2 5-6de plek: V van Sovjet-Unie: 2-9 |
| Petru Kuki                                                               | floret (m)      | 9e        | 1ste ronde groep 9: 2de W van POL Koziejowski: 5-2 V van FRG Reichert: 3-5 W van CUB Jhons: 5-3 W van ARG Feraud: 5-2 W van IRI Pashapour-Alamdari: 5-3 2de ronde groep 1: 3de V van FRA Noël: 1-5 W van POL Koziejowski: 5-1 V van URS Stankovich: 2-5 W van IRI Niknam: 5-3 W van TCH Jurka: 5-4 3de ronde groep 1: 2de W van FRG Reichert: 5-4 W van POL Dąbrowski: 5-4 W van AUS Benko: 5-2 W van TCH Koukal: 5-4 V van USA Ballinger: 2-5 4de ronde: V van FRA Talvard: 5-10 herkansingen: W van FRG Behr: 10-9 herkansingen 2: V van URS Denisov: 8-10 |
| Tudor Petruș                                                             | floret (m)      | 45e       | 1ste ronde groep 7: 5de W van URS Romankov: 5-3 V van JPN Jingu: 2-5 V van IRI Niknam: 3-5 V van POL Wojciechowski: 1-5 V van CAN Fekete: 3-5 |
| Mihai Țiu                                                                | floret (m)      | 25e       | 1ste ronde groep 2: 1ste W van CUB Salvat: 5-2 W van GBR Paul: 5-3 W van AUS Simon: 5-3 W van HKG Ng: 5-1 W van KUW Nasser Al-Sayegh: 5-2 V van FRA Talvard: 4-5 2de ronde groep 4: 5de V van FRG Reichert: 1-5 V van GDR Haertter: 3-5 V van USA Ballinger: 4-5 W van HUN Komatits: 5-0 W van CUB Jhons: 5-0 |
| Petru Kuki Mihai Țiu Tudor Petruș Petrică Buricea                        | floret team (m) | 9e        | 1ste ronde groep 1: 3de V van Sovjet-Unie: 7-9 G van Groot-Brittannië: 8-8 |
| Dan Irimiciuc                                                            | sabel (m)       | 9e        | 1ste ronde groep 9: 1ste W van FRA Bena: 5-2 V van FRG Weißgerber: 5-3 W van THA Horrapun: 5-2 W van BUL Dimitrov: 5-1 W van PAR Bejarano: 5-2 2de ronde groep 3: 2de V van URS Krovopuskov: 3-5 W van HUN Marót: 5-3 W van FRA Bonnissent: 5-2 W van CUB Salazar: 5-2 W van GBR Mather: 5-1 3de ronde groep 1: 3de V van URS Sidyak: 4-5 V van HUN Gedővári: 4-5 W van FRA Quivrin: 5-2 W van FRG Weißgerber: 5-1 W van BUL Mihaylov: 5-0 4de ronde: V van ITA Maffei: 7-10 herkansingen: W van USA Apostol: 10-6 herkansingen 2: V van ITA Maffei: 9-10 |
| Cornel Marin                                                             | sabel (m)       | 24e       | 1ste ronde groep 4: 2de V van HUN Gedővári: 3-5 W van POL Jabłonowski: 5-2 W van CAN Lavoie: 5-2 W van HKG Kam: 5-0 2de ronde groep 4: 3de V van URS Sidyak: 4-5 W van POL Jabłonowski: 5-4 V van USA Westbrook: 2-5 W van IRI Pashapour-Alamdari: 5-3 W van ARG Méndez: 5-0 3de ronde groep 3: 6de V van URS Krovopuskov: 2-5 V van ITA Maffei: 0-5 V van USA Apostol: 3-5 V van POL Bierkowski: 4-5 V van HUN Kovács: 3-5 |
| Ioan Pop                                                                 | sabel (m)       | 4e        | 1ste ronde groep 3: 1ste W van USA Westbrook: 5-2 W van HUN Marót: 5-1 W van GBR Mather: 5-0 W van ARG Gavajda: 5-0 2de ronde groep 1: 2de V van CUB de la Torre: 3-5 W van BUL Mihaylov: 5-4 W van USA Apostol: 5-2 W van GBR Cohen: 5-1 W van THA Horrapun: 5-2 3de ronde groep 2: 1ste W van POL Nowara: 5-4 V van ITA Arcidiacono: 2-5 W van FRA Bonnissent: 5-1 W van CUB Ortiz: 5-4 W van HUN Marót: 5-4 4de ronde: V van CUB Ortiz: 7-10 herkansingen: W van FRA Quivrin: 10-9 herkansingen 2: W van CUB Ortiz: 10-7 herkansingen 3: W van CUB de la Torre: 10-5 finale: 4de V van URS Krovopuskov: 3-5 V van URS Nazlymov: 3-5 V van URS Sidyak: 3-5 W van ITA Aldo Montano: 5-2 W van ITA Maffei: 5-3 |
| Dan Irimiciuc Ioan Pop Marin Mustață Cornel Marin Alexandru Nilca        | sabel team (m)  | Brons     | 1ste ronde groep 3: 1ste W van Cuba: 9-3 W van Groot-Brittannië: 14-2 W van Thailand: 16-0 kwartfinale: W van Polen: 9-4 halve finale: V van Sovjet-Unie: 8-8 bronzen finale: W van Hongarije: 9-4 |
|                                                                          |                 |           | |
| Magdalena Bartoș                                                         | floret (v)      | 27e       | 1ste ronde groep 5: 2de V van FRG Oertel: 3-5 V van POL Wysoczańska: 3-5 W van CUB Tack-Fang: 5-1 W van CAN Payer: 5-4 2de ronde groep 2: 5de V van FRA Josland: 1-5 V van URS Knyazeva: 4-5 W van TCH Ráczová: 5-2 V van FRG Oertel: 3-5 W van POL Machnicka-Urbańska: 5-3 |
| Ana Pascu                                                                | floret (v)      | 28e       | 1ste ronde groep 3: 3de V van GBR Ager: 4-5 W van URS Belova: 5-1 W van USA O'Donnell: 5-4 V van HUN Farkasinszky-Bóbis: 3-5 2de ronde groep 4: 5de V van HUN Schwarczenberger-Tordasi: 3-5 V van SWE Palm: 0-5 V van BEL Van Eyck: 3-5 W van URS Sidorova: 5-4 W van CUB Rodríguez: 5-1 |
| Ecaterina Stahl                                                          | floret (v)      | 7e        | 1ste ronde groep 1: 1ste W van POL Machnicka-Urbańska: 5-2 W van FRA Josland: 5-2 W van AUS Smith: 5-4 W van JPN Kajihara: 5-1 2de ronde groep 5: 1ste W van POL Staszak-Makowska: 5-4 W van BEL Lecomte: 5-2 W van ITA Mangiarotti: 5-4 W van ISR Drori: 5-1 W van GBR Wrigglesworth: 5-3 3de ronde groep 1: 1ste W van POL Staszak-Makowska: 5-4 V van URS Sidorova: 4-5 W van TCH Ráczová: 5-1 W van FRG Oertel: 5-2 W van GBR Halsted: 5-3 4de ronde: W van BEL Van Eyck: 8-5 5de ronde: V van FRG Hanisch: 6-8 herkansingen 2: W van BEL Van Eyck: 8-2 herkansingen 3: V van HUN Schwarczenberger-Tordasi: 7-8                                                                                            |
| Ileana Jenei Marcela Moldovan Ecaterina Stahl Ana Pascu Magdalena Bartoș | floret team (v) | 7e        | 1ste ronde groep 2: 2de V van Frankrijk: 6-9 G van Cuba: 8-8 kwartfinale: V van Sovjet-Unie: 1-9 5-8ste plek: V van Italië: 5-9 |

### Schietsport
| Olympiër           | Discipline             | Resultaat | Prestatie                        |
| ------------------ | ---------------------- | --------- | -------------------------------- |
| Ștefan Kaban       | 50m geweer 3 houdingen | 35e       | 1129 punten: (394-374-361)       |
| Nicolae Rotaru     | 50m geweer 3 houdingen | 17e       | 1141 punten: (394-381-366)       |
| Nicolae Rotaru     | 50m geweer liggend     | 68e       | 580 punten: (97-95-96-98-97-97)  |
| Gheorghe Vasilescu | 50m geweer liggend     | 28e       | 589 punten: (96-97-99-99-98-100) |
| Dan Iuga           | 50m pistool            | 34e       | 539 punten: (88-90-94-94-87-86)  |
| Corneliu Ion       | 25m snelvuurpistool    | 5e        | 595 punten: (298-297)            |
| Marin Stan         | 25m snelvuurpistool    | 8e        | 594 punten: (297-297)            |
| Adalbert Oster     | skeet                  | 35e       | 188 punten                       |

### Turnen
| Olympiër                                                                                         | Discipline               | Resultaat | Prestatie |
| ------------------------------------------------------------------------------------------------ | ------------------------ | --------- | --- |
| Dan Grecu                                                                                        | sprong (m)               | 4e        | kwalificatie: 4de met 19,30 punten finale: 4de met 19,200 punten |
| Dan Grecu                                                                                        | ringen (m)               | Brons     | kwalificatie: 3de met 19,50 punten finale: 3de met 19,500 punten |
| Mihai Borș                                                                                       | individuele meerkamp (m) | 38e       | kwalificatie: 38ste vloer: 81ste met 17,20 punten sprong: 11de met 19,05 punten brug: 25ste met 18,60 punten rekstok: 63ste met 17,80 punten ringen: 12de met 19,10 punten paard voltige: 58ste met 18,00 punten totaal: 109,75 punten |
| Sorin Cepoi                                                                                      | individuele meerkamp (m) | 32e       | kwalificatie: 36ste vloer: 50ste met 17,90 punten sprong: 40ste met 18,55 punten brug: 34ste met 18,30 punten rekstok: 29ste met 18,75 punten ringen: 51ste met 18,30 punten paard voltige: 52ste met 18,15 punten totaal: 109,95 punten finale: 29ste vloer: 28ste met 9,00 punten sprong: 6de met 9,65 punten brug: 35ste met 7,65 punten rekstok: 20ste met 9,45 punten ringen: 12de met 9,45 punten paard voltige: 23ste met 9,35 punten totaal: 109,525 punten |
| Ion Checicheș                                                                                    | individuele meerkamp (m) | 37e       | kwalificatie: 37ste vloer: 33ste met 18,35 punten sprong: 26ste met 18,80 punten brug: 54ste met 17,95 punten rekstok: 63ste met 17,80 punten ringen: 17de met 18,95 punten paard voltige: 58ste met 18,00 punten totaal: 109,85 punten |
| Ștefan Gal                                                                                       | individuele meerkamp (m) | 48e       | kwalificatie: 48ste vloer: 69ste met 17,55 punten sprong: 54ste met 18,00 punten brug: 34ste met 18,30 punten rekstok: 39ste met 18,55 punten ringen: 46ste met 18,45 punten paard voltige: 65ste met 17,80 punten totaal: 109,15 punten |
| Dan Grecu                                                                                        | individuele meerkamp (m) | 36e       | kwalificatie: 10de vloer: 35ste met 18,25 punten sprong: 4de met 19,30 punten brug: 5de met 19,25 punten rekstok: 19de met 19,00 punten ringen: 3de met 19,50 punten paard voltige: 21ste met 18,80 punten totaal: 114,10 punten finale: 29ste vloer: 34ste met 3,00 punten totaal: 60,450 punten |
| Nicolae Oprescu                                                                                  | individuele meerkamp (m) | 29e       | kwalificatie: 34ste vloer: 37ste met 18,20 punten sprong: 82ste met 17,75 punten brug: 29ste met 17,50 punten rekstok: 39ste met 18,55 punten ringen: 12de met 19,10 punten paard voltige: 50ste met 18,20 punten totaal: 110,30 punten finale: 29ste vloer: 27ste met 9,05 punten sprong: 17de met 9,50 punten brug: 20ste met 9,25 punten rekstok: 24ste met 9,40 punten ringen: 22ste met 9,35 punten paard voltige: 34ste met 8,20 punten totaal: 109,90 punten |
| Dan Grecu Nicolae Oprescu Sorin Cepoi Ion Checicheș Mihai Borș Ștefan Gal                        | meerkamp team (m)        | 6e        | vloer: 9de met 90,35 punten sprong: 4de met 94,35 punten brug: 5de met 93,00 punten rekstok: 8ste met 92,90 punten ringen: 3de met 95,20 punten paard voltige: 10de met 91,50 punten totaal: 557,30 punten |
|                                                                                                  |                          |           | |
| Nadia Comăneci                                                                                   | vloer (v)                | Brons     | kwalificatie: 3de met 19,60 punten finale: 3de met 19,750 punten |
| Nadia Comăneci                                                                                   | sprong (v)               | 4e        | kwalificatie: 3de met 19,55 punten finale: 4de met 19,625 punten |
| Nadia Comăneci                                                                                   | brug (v)                 | Goud      | kwalificatie: 1ste met 20,00 punten finale: 1ste met 20,000 punten |
| Teodora Ungureanu                                                                                | brug (v)                 | Zilver    | kwalificatie: 2de met 19,80 punten finale: 2de met 19,800 punten |
| Nadia Comăneci                                                                                   | balk (v)                 | Goud      | kwalificatie: 1ste met 19,90 punten finale: 1ste met 19,950 punten |
| Teodora Ungureanu                                                                                | balk (v)                 | Brons     | kwalificatie: 3de met 19,60 punten finale: 3de met 19,700 punten |
| Nadia Comăneci                                                                                   | individuele meerkamp (v) | Goud      | kwalificatie: 1ste vloer: 3de met 19,60 punten sprong: 3de met 19,55 punten brug: 1ste met 20,00 punten balk: 1ste met 19,90 punten totaal: 79,05 punten finale: 1ste vloer: 1de met 19,90 punten sprong: 5de met 9,85 punten brug: 1ste met 10,00 punten balk: 1ste met 10,00 punten totaal: 79,275 punten |
| Mariana Constantin                                                                               | individuele meerkamp (v) | 11e       | kwalificatie: 14de vloer: 30ste met 18,85 punten sprong: 13de met 19,15 punten brug: 6de met 19,70 punten balk: 10de met 19,05 punten totaal: 76,75 punten finale: 11de vloer: 8ste met 9,65 punten sprong: 6de met 9,80 punten brug: 7de met 9,80 punten balk: 28ste met 9,00 punten totaal: 76,625 punten |
| Georgeta Gabor                                                                                   | individuele meerkamp (v) | 21e       | kwalificatie: 21ste vloer: 17de met 19,05 punten sprong: 38ste met 18,65 punten brug: 26ste met 19,10 punten balk: 16de met 18,90 punten totaal: 75,70 punten |
| Anca Grigoraș                                                                                    | individuele meerkamp (v) | 15e       | kwalificatie: 15de vloer: 19de met 19,00 punten sprong: 23ste met 18,95 punten brug: 14de met 19,40 punten balk: 4de met 19,35 punten totaal: 76,70 punten |
| Gabriela Trușcă                                                                                  | individuele meerkamp (v) | 18e       | kwalificatie: 18de vloer: 44ste met 18,70 punten sprong: 25ste met 18,90 punten brug: 9de met 19,60 punten balk: 16de met 18,90 punten totaal: 76,10 punten |
| Teodora Ungureanu                                                                                | individuele meerkamp (v) | 4e        | kwalificatie: 4de vloer: 10de met 19,30 punten sprong: 10de met 19,35 punten brug: 2de met 19,80 punten balk: 3de met 19,60 punten totaal: 78,05 punten finale: 4de vloer: 5de met 9,80 punten sprong: 9de met 9,5 punten brug: 2de met 9,90 punten balk: 2de met 9,90 punten totaal: 78,375 punten |
| Teodora Ungureanu Anca Grigoras Gabriela Trusca Nadia Comăneci Mariana Constantin Georgeta Gabor | meerkamp team (v)        | Zilver    | vloer: 3de met 95,80 punten sprong: 3de met 96,00 punten brug: 1ste met 98,50 punten balk: 2de met 96,85 punten totaal: 387,15 punten |

### Waterpolo
| Olympiër | Discipline | Resultaat | Prestatie |
| --- | ---------- | --------- | --- |
| Adrian Nastasiu Adrian Schervan Claudiu Ioan Rusu Corneliu Rusu Dinu Popescu Doru Spînu Florin Slâvei Gheorghe Zamfirescu Ilie Slâvei Liviu Râducanu Viorel Rus | mannen     | 4e        | groep B: 2de G van Sovjet-Unie: 5-5 W van Mexico: 8-3 V van Nederland: 5-6 groep 1-6de plek: 4de G van Joegoslavië: 5-5 G van Nederland: 4-4 G van Italië: 4-4 V van Hongarije: 8-9 W van Bondsrepubliek Duitsland: 5-3 |

| Groep B |             |             |             |             |             |        |        |        |        |
| #       | Land        | Wedstrijden | Wedstrijden | Wedstrijden | Wedstrijden | Punten | Punten | Punten | Punten |
| #       | Land        | G           | W           | G           | V           | V      | T      | Saldo  | Punten |
| 1       | Nederland   | 3           | 3           | 0           | 0           | 14     | 10     | +4     | 6      |
| 2       | Roemenië    | 3           | 1           | 1           | 1           | 18     | 14     | +4     | 3      |
| 3       | Sovjet-Unie | 3           | 1           | 1           | 1           | 14     | 12     | +2     | 3      |
| 4       | Mexico      | 3           | 0           | 0           | 3           | 10     | 20     | −10    | 0      |

| Ronde      | Datum    | Plaats    | Land | Score       | Land |
| ---------- | -------- | --------- | ---- | ----------- | ---- |
| Groepsfase |          |           |      |             |      |
| 18 juli    | Montréal | Roemenië  | 5-5  | Sovjet-Unie |      |
| 19 juli    | Montréal | Roemenië  | 8-3  | Mexico      |      |
| 20 juli    | Montréal | Nederland | 6-5  | Roemenië    |      |

| Groep 1-6de plaats |                          |             |             |             |             |        |        |        |        |
| #                  | Land                     | Wedstrijden | Wedstrijden | Wedstrijden | Wedstrijden | Punten | Punten | Punten | Punten |
| #                  | Land                     | G           | W           | G           | V           | V      | T      | Saldo  | Punten |
| 1                  | Hongarije                | 5           | 4           | 1           | 0           | 30     | 24     | +6     | 9      |
| 2                  | Italië                   | 5           | 2           | 2           | 1           | 21     | 20     | +1     | 6      |
| 3                  | Nederland                | 5           | 2           | 2           | 1           | 18     | 17     | +1     | 6      |
| 4                  | Roemenië                 | 5           | 1           | 3           | 1           | 26     | 25     | +1     | 5      |
| 5                  | Joegoslavië              | 5           | 0           | 3           | 2           | 21     | 24     | -3     | 3      |
| 6                  | Bondsrepubliek Duitsland | 5           | 0           | 1           | 4           | 15     | 21     | -6     | 1      |

| Ronde      | Datum    | Plaats    | Land | Score                    | Land |
| ---------- | -------- | --------- | ---- | ------------------------ | ---- |
| Groepsfase |          |           |      |                          |      |
| 22 juli    | Montréal | Roemenië  | 5-5  | Joegoslavië              |      |
| 23 juli    | Montréal | Nederland | 4-4  | Roemenië                 |      |
| 24 juli    | Montréal | Italië    | 4-4  | Roemenië                 |      |
| 26 juli    | Montréal | Hongarije | 9-8  | Roemenië                 |      |
| 27 juli    | Montréal | Roemenië  | 5-3  | Bondsrepubliek Duitsland |      |

### Worstelen
| Olympiër             | Discipline  | Resultaat   | Prestatie |
| Vrije stijl          | Vrije stijl | Vrije stijl | Vrije stijl |
| -------------------- | ----------- | ----------- | --- |
| Constantin Alexandru | -48kg (m)   | 12e         | 1ste ronde: V van TUR Özdemir: val |
| Constantin Măndilă   | -52kg (m)   | 15e         | 1ste ronde: V van USA Haines: beslissing 2de ronde: V van URS Ivanov: beslissing |
| Gigel Anghel         | -57kg (m)   | 11e         | 1ste ronde: W van AUS Smith: val 2de ronde: V van IRI Kheder: 15-18 3de ronde: V van BUL Dukov: 1-32 |
| Petre Coman          | -62kg (m)   | 10e         | 1ste ronde: V van JPN Maekawa: 4-8 2de ronde: vrij 3de ronde: V van BUL Yankov: 2-14 |
| Marin Pîrcălabu      | -74kg (m)   | 5e          | 1ste ronde: W van GBR Haward: gediskwalificeerd 2de ronde: W van HUN Toma: 5-4 3de ronde: W van FIN Övermark: 11-6 4de ronde: V van URS Ashuraliyev: 4-10 5de ronde: V van JPN Date: val                                                                           |
| Vasile Iorga         | -82kg (m)   | 9e          | 1ste ronde: V van URS Novozhilov: gediskwalificeerd 2de ronde: W van LIB Faddoul: gediskwalificeerd 3de ronde: W van CAN Deschatelets: 8-6 4de ronde: V van BUL Abilov: val                                                                                        |
| Stelica Morcov       | -90kg (m)   | Brons       | 1ste ronde: V van USA Peterson: 4-7 2de ronde: W van CUB Morgan: 9-8 3de ronde: W van BUL Lyutviev: gediskwalificeerd 4de ronde: W van JPN Yatsu: gediskwalificeerd 5de ronde: vrij 6de ronde: V van URS Tediashvili: 2-7                                          |
| Enache Panait        | -100kg (m)  | 12e         | 1ste ronde: V van MGL Bayanmönkh: 3-5 2de ronde: V van BUL Kostov: val |
| Ladislau Șimon       | +100kg (m)  | Brons       | 1ste ronde: W van MGL Adyaatömör: val 2de ronde: W van CUB Morales: gediskwalificeerd 3de ronde: vrij 4de ronde: W van IRI Eskandar-Filabi: gediskwalificeerd 5de ronde: V van URS Andiyev: 5-11 6de ronde: V van HUN Balla: 5-7                                   |
| Grieks-Romeins       |             |             | |
| Gheorghe Berceanu    | -48kg (m)   | Zilver      | 1ste ronde: W van JPN Moriwaki: 4-3 2de ronde: W van POL Zajączkowski: val 3de ronde: W van CAN Kawasaki: 14-1 4de ronde: W van GDR Hinz: val 5de ronde: W van BUL Angelov: 4-3 6de ronde: V van URS Shumakov: 6-10                                                |
| Nicu Gingă           | -52kg (m)   | Zilver      | 1ste ronde: W van BUL Kirov: blessure 2de ronde: V van URS Konstantinov: 11-7 3de ronde: W van FRG Krauß: gediskwalificeerd 4de ronde: W van ITA Caltabiano: 11-1 5de ronde: W van JPN Hirayama: gediskwalificeerd                                                 |
| Mihai Boțilă         | -57kg (m)   | 5e          | 1ste ronde: W van POL Lipień: gediskwalificeerd 2de ronde: W van KOR An: 8-0 3de ronde: V van URS Mustafin: 6-14 4de ronde: W van TCH Krysta: 12-0 5de ronde: V van FIN Ukkola: gediskwalificeerd                                                                  |
| Ion Păun             | -62kg (m)   | 5e          | 1ste ronde: W van SWE Malmkvist: val 2de ronde: vrij 3de ronde: W van KOR Choi: val 4de ronde: W van FIN Hjelt: 11-4 5de ronde: V van JPN Miyahara: 2-6 6de ronde: V van HUN Réczi: blessure                                                                       |
| Ștefan Rusu          | -68kg (m)   | Zilver      | 1ste ronde: W van POL Supron: 13-1 2de ronde: W van KOR Kim: val 3de ronde: W van JPN Kobayashi: gediskwalificeerd 4de ronde: V van URS Nalbandyan: 3-5 5de ronde: W van GDR Wehling: gediskwalificeerd 6de ronde: W van SWE Skiöld: gediskwalificeerd             |
| Gheorghe Ciobotaru   | -74kg (m)   | 6e          | 1ste ronde: W van SWE Karlsson: gediskwalificeerd 2de ronde: W van JPN Nagatomo: gediskwalificeerd 3de ronde: W van AUT Kiss: val 4de ronde: V van URS Bykov: 6-7                                                                                                  |
| Ion Enache           | -82kg (m)   | 7e          | 1ste ronde: W van CAN Cummings: blessure 2de ronde: W van SWE Andersson: 6-4 3de ronde: G van BUL Kolev: 8-8 4de ronde: V van YUG Petković: 2-3 |
| Petre Dicu           | -90kg (m)   | 11e         | 1ste ronde: V van HUN Séllyvei: 2-7 2de ronde: V van URS Rezantsev: val |
| Nicolae Martinescu   | -100kg (m)  | 7e          | 1ste ronde: V van URS Balboshin: val 2de ronde: W van SEN N'Diaye: val 3de ronde: V van BUL Goranov: val |
| Roman Codreanu       | +100kg (m)  | Brons       | 1ste ronde: W van HUN Rovnyai: gediskwalificeerd 2de ronde: W van SWE Robertsson: gediskwalificeerd 3de ronde: W van FRG Wolff: gediskwalificeerd 4de ronde: W van USA Lee: gediskwalificeerd 5de ronde: V van URS Kolchinsky: val 6de ronde: V van BUL Tomov: val |

Amerikaanse Maagdeneilanden · Andorra · Antigua en Barbuda · Argentinië · Australië · Bahama's · Barbados · België · Belize · Bermuda · Bolivia · Bondsrepubliek Duitsland · Brazilië · Bulgarije · Canada · Chili · Colombia · Costa Rica · Cuba · Denemarken · Dominicaanse Republiek · Duitse Democratische Republiek · Ecuador · Egypte · Fiji · Filipijnen · Finland · Frankrijk · Griekenland · Groot-Brittannië · Guatemala · Haïti · Honduras · Hongarije · Hongkong · Ierland · IJsland · India · Indonesië · Iran · Israël · Italië · Ivoorkust · Jamaica · Japan · Joegoslavië · Kaaimaneilanden · Kameroen · Koeweit · Libanon · Liechtenstein · Luxemburg · Maleisië · Marokko · Mexico · Monaco · Mongolië · Nederland · Nederlandse Antillen · Nepal · Nicaragua · Nieuw-Zeeland · Noord-Korea · Noorwegen · Oostenrijk · Pakistan · Panama · Papoea-Nieuw-Guinea · Paraguay · Peru · Polen · Portugal · Puerto Rico · Roemenië · San Marino · Saoedi-Arabië · Senegal · Singapore · Sovjet-Unie · Spanje · Suriname · Thailand · Trinidad en Tobago · Tsjecho-Slowakije · Tunesië · Turkije · Uruguay · Venezuela · Verenigde Staten · Zuid-Korea · Zweden · Zwitserland